# Comté de Shelburne

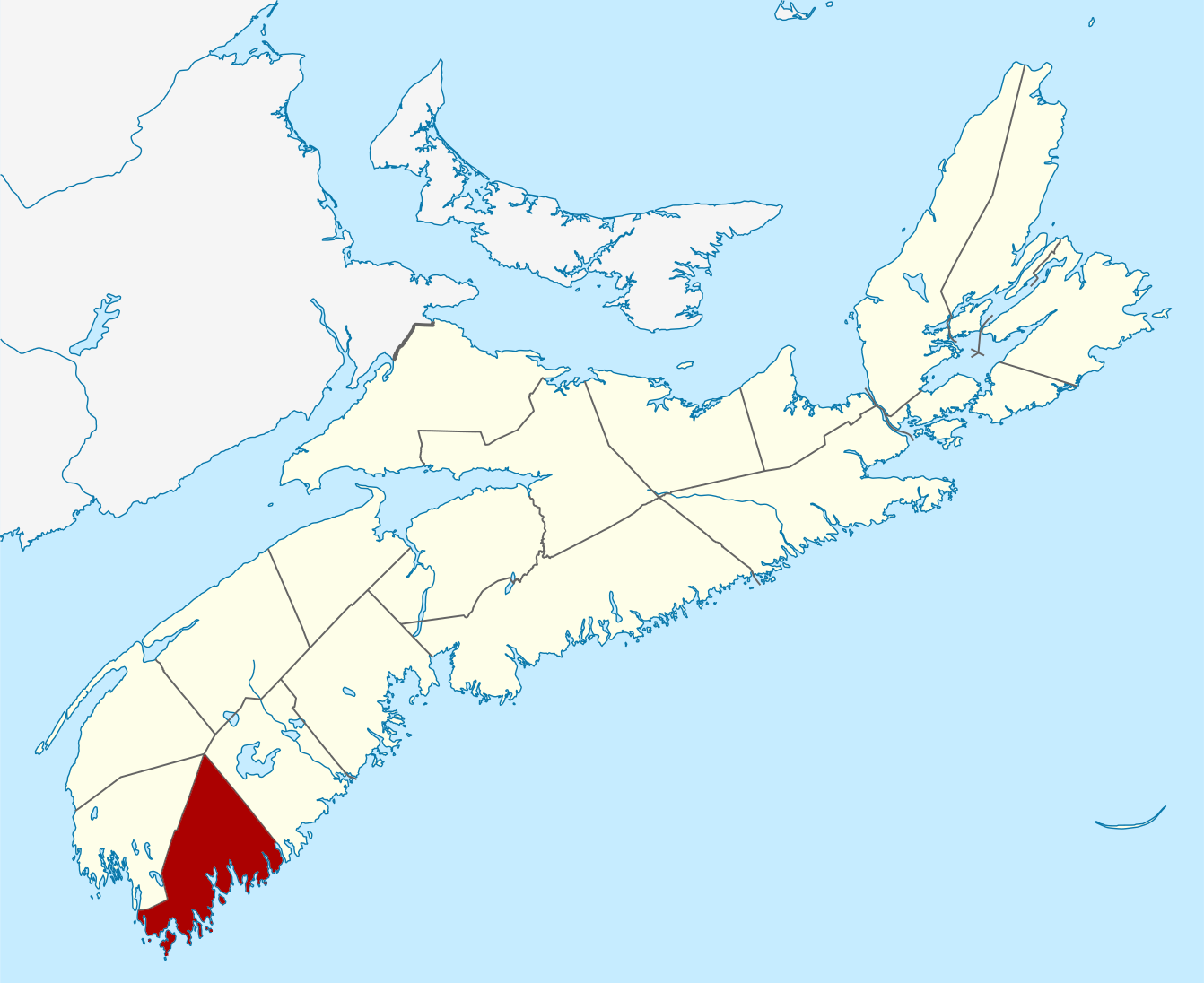
Localisation du comté de Shelburne

Le comté de Shelburne est un comté canadien situé dans la province de la Nouvelle-Écosse.

## Démographie
| 2001  | 2006  | 2011  | 2016  |
| ----- | ----- | ----- | ----- |
| 2 013 | 1 879 | 1 686 | 1 743 |